# 福岡夢実現バラエティー 頑張るキミに花束を!
『頑張るキミに花束を!』（がんばるキミにはなたばを!）は、2016年4月15日から2019年6月28日まで福岡放送（FBS）で毎週金曜 19:00 - 19:56に放送していたローカル番組である。

## 概要
1994年5月から2016年3月まで21年11ヶ月にわたって放送された『ナイトシャッフル』→『ナイトシャッフルG』の後継番組として開始した。
この番組は、福岡県と佐賀県に住む一般の若者にスポットを当て、何をやっても上手くいかない、恋人がいないなど、様々な悩みを抱える若者に、“花束”を見つけ出し、夢を実現させようという内容の人生応援バラエティ。
なお、スペシャル番組（福岡ソフトバンクホークス戦などの野球中継含む）が放送された場合は休止することもある。
2016年4月15日から2019年3月15日まで番組名を『福岡夢実現バラエティー 頑張るキミに花束を!』として放送していた。
その後、2019年4月5日から『ガンバナ 頑張るキミに花束を!』に改名し放送していた。
その後、斉藤と伊藤のコンビは2019年8月10日に『地元検証バラエティ 福岡くん。』を担当、そしてこの番組がレギュラー化されることとなり、コンセプト自体は変わったものの、実質の後継ぎ番組となっている。

## 出演者
- 斉藤優（パラシュート部隊）
- 伊藤舞（福岡放送アナウンサー）
- パンチ佐藤

## スタッフ
- ナレーション：木村匡也
- プロデューサー：藤谷拓稔
- 製作著作：FBS福岡放送